# Lagoa da Vila
Lagoa da Vila (portugiesisch für „Stadtsee“) nennt man zwei kleine, dicht beieinander liegende Wasserbecken im Zentrum der Stadt Santa Cruz da Graciosa im gleichnamigen Kreis auf der portugiesischen Azoren-Insel Graciosa. Die Seen dienten früher als Wasserreservoir und Viehtränke. Heute sind sie ausbetoniert und zu dekorativen Stadtteichen umgewandelt, die von Blumenrabatten und Drachenbäumen umsäumt werden.

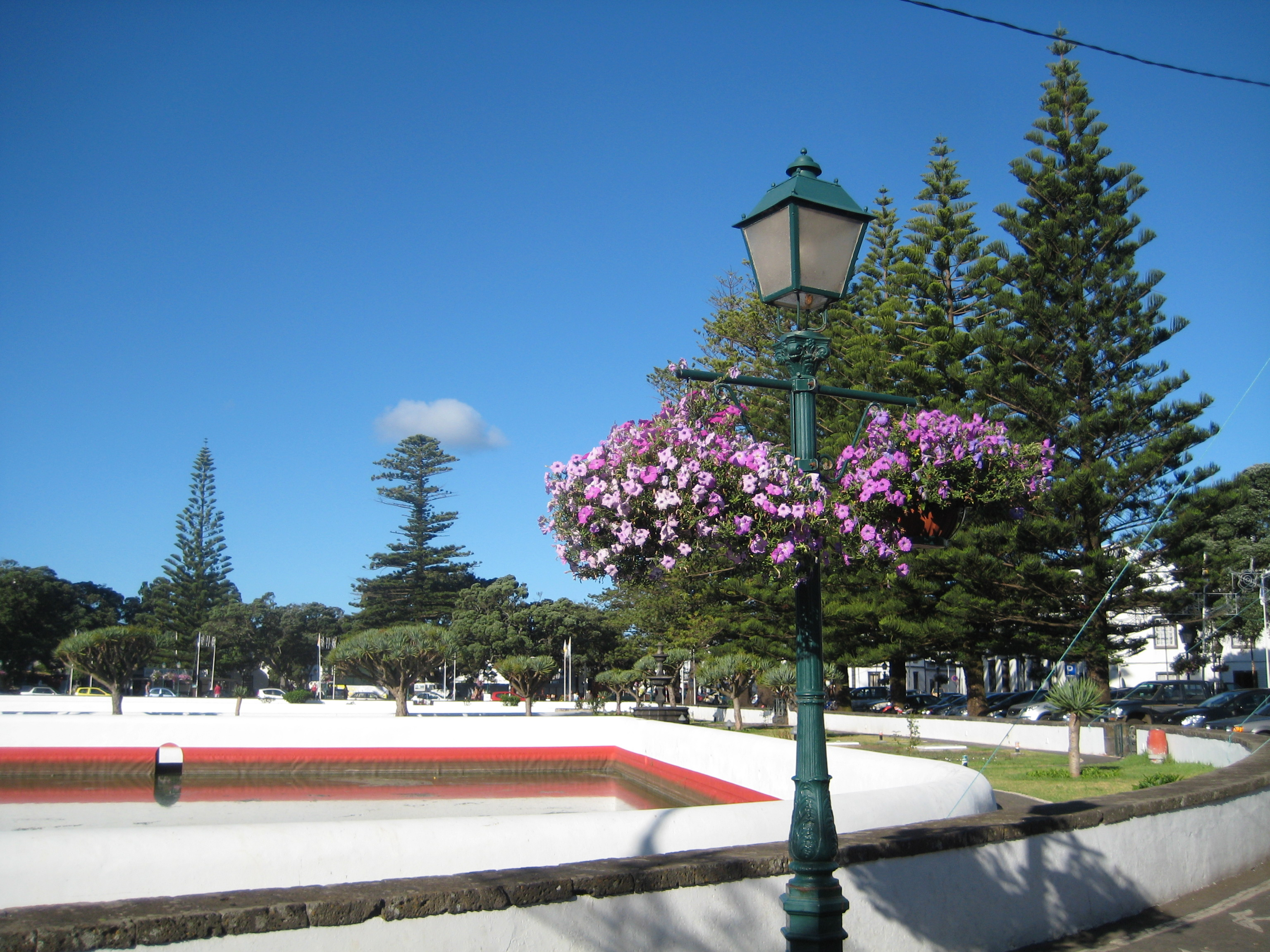
Lagoa da Vila in Santa Cruz da Graciosa